# Nomada carnifex
Nomada carnifex ist eine Biene aus der Familie der Apidae. 

## Merkmale
Die Bienen haben eine Körperlänge von 7 bis 8 Millimetern. Der Kopf und der Thorax der Weibchen sind schwarz und haben eine rote Zeichnung. Die Tergite sind rot, die Basis des ersten ist schwarz. Das Labrum ist schwarz und hat drei kräftige Zähnchen. Das dritte Fühlerglied ist unten gleich lang wie das vierte. Das achte bis elfte Glied sind schwarz, das letzte rotgelb. Das Schildchen (Scutellum) ist rot gefleckt. Die Schienen (Tibien) der Hinterbeine sind am Ende zu einer Spitze ausgezogen und haben kurze, schwarze, nebeneinander und übereinander stehende kleine Dornen. Bei den Männchen ist der Kopf und Thorax schwarz mit kleinen gelben Flecken. Der Hinterleib ist rot und hat seitlich schwarze und gelbe Flecken. Das Labrum ist schwarz und hat drei kräftige Zähnchen. Das dritte Fühlerglied ist gleich lang wie das vierte. Die Schenkel (Femora) der Hinterbeine haben basal unten einen dichten gelben Haarfleck, die Schienen der Hinterbeine haben am Ende rötliche kleine Dornen, die aber durch die Behaarung schlecht zu erkennen sind.

## Vorkommen und Lebensweise
Die Art ist von Spanien bis ins Aostatal verbreitet. Die Tiere fliegen im Mai. Welche Art Nomada carnifex parasitiert, ist unbekannt.

## Belege
Felix Amiet, M. Herrmann, A. Müller, R. Neumeyer: Fauna Helvetica 20: Apidae 5. Centre Suisse de Cartographie de la Faune, 2007, ISBN 978-2-88414-032-4.